# Pedro Francisco da Costa Alvarenga
Pedro Francisco da Costa Alvarenga (Oeiras, Piauí, 1826 — Lisboa, 14 de julho de 1883) foi um médico luso-brasileiro. Tornou-se professor de medicina na Escola Médico-Cirúrgica de Lisboa e escreveu importantes tratados sobre cardiologia.
Nascido em Oeiras, no Piauí em 1826, a sua família voltou para Portugal quando tinha oito anos. Em Lisboa fez os estudos primários no colégio dos Lóios.
Em 1845, matriculou-se no curso de Medicina da Escola Médico-Cirúrgica de Lisboa, onde se formou em 1849. Em seguida, cursou doutorado em Bruxelas, na Académie royale de médecine de Belgique, onde se formou com distinção. Regressando a Portugal, presta exame na Universidade de Coimbra, e depois estabelece-se em Lisboa, onde passa a exercer clínica. Vagando a cadeira de Materia Medica na Escola Médico-Cirúrgica, concorre e passa a leccioná-la: à data em que faleceu era professor jubilado.
Alvarenga distinguiu-se enquanto médico durante as epidemias de cólera-morbus em 1856, e de febre amarela em 1857. Alvarenga também se notabilizou por ter introduzido o esfigmógrafo em Portugal.
Foi homenageado em sua terra natal com o nome de uma praça e de um colégio localizado neste logradouro. Na Bélgica foi criado pela Académie royale de médecine de Belgique o galardão Prémio Alvarenga, de Piauhy.
Por disposição testamentária, foi cremado e suas cinzas depositadas na Faculdade de Medicina do Rio de Janeiro.